# Departament de Pasco
|  | «Pasco» redirigeix aquí. Vegeu-ne altres significats a «Pasco (Washington)». |

Pasco és una regió del Perú. Limita al nord amb la Regió de Huánuco; al sud amb la Regió de Junín; a l'est, amb la Regió d'Ucayali; i a l'oest amb la Regió de Lima.

## Divisió administrativa
La regió es divideix en tres províncies:
- Pasco
- Daniel A. Carrión
- Oxapampa